# Water Polo Arena
Water Polo Arena (dansk: Vandpoloarena) er et midlertidigt vandsportsanlæg i London med plads til 5.000 tilskuere. Byggeriet blev påbegyndt i foråret 2011 og afsluttet i maj 2012. Det skal benyttes til vandpolo under Sommer-OL 2012. Der vil være direkte adgang mellem vandpoloarenaen og Aquatics Centre London, der bruges til andre vandsportdiscipliner under OL. Arenaen vil blive revet ned igen efter OL, men det forventes, at materialerne kan  genbruges andre steder i landet.